# Paint the Town Red (canción de Doja Cat)
«Paint the Town Red» (En español '''Pintar la ciudad de rojo''')  es una canción de la rapera y cantante estadounidense Doja Cat de su cuarto álbum de estudio, Scarlet (2023). Fue lanzado el 4 de agosto de 2023 a través de Kemosabe y RCA Records como sencillo principal del álbum. La canción fue escrita por Doja Cat y producida por Earl on the Beat, Rubin, Jean-Baptiste y DJ Replay. Es una pista de hip hop y rap que muestra la canción de Dionne Warwick "Walk on By" (1964). En la letra, la rapera desestima a sus críticos y afirma su propia identidad tras discusiones con fans en las redes sociales.
La canción fue un éxito comercial en todo el mundo, encabezando las listas en Australia, Canadá, Irlanda, República Checa, Letonia, Lituania, Nueva Zelanda, Eslovaquia, Suiza y por supuesto Estados Unidos donde se convirtió en la primera canción rap en encabezar el #1 en el pais desde Super Freaky Girl de Nicki Minaj en 2022, también estuvo en el top 10 en diez países mas, incluidos  el Reino Unido. Hizo historia al convertirse en la primera canción de rap femenina en solitario en la historia de Spotify en encabezar la lista Top 50 de la plataforma en Estados Unidos, y la más rápida en acumular 100 millones de reproducciones.

## Antecedentes y composición
Doja Cat compartió una vista previa de 2 segundos de la canción el 17 de abril de 2023, junto con otras pistas de su próximo álbum. Doja se burlaría de la canción usando continuamente el emoji de la gota de sangre, además de poner un filtro rojo sobre las miniaturas de sus videos musicales y portadas de álbumes anteriores. Tocó la canción completa el 18 de julio, mientras pintaba un lienzo blanco en rojo. La pintura se convertiría más tarde en la portada única.
Tras su lanzamiento, algunos interpretaron la letra como una referencia a su comportamiento anterior en las redes sociales, incluida la desaprobación de un nombre utilizado por una cantidad significativa de sus fans, y las discusiones posteriores que tuvo con algunos de ellos, en las semanas previas. hasta el lanzamiento. Sampleando la canción de Dionne Warwick "Walk On By", la canción está respaldada por una "producción animada" que ve a Doja Cat rapeando sobre un "ritmo sutilmente metálico, cargado de chasquidos de dedos", constituyendo un "contraste con la comparativamente relajada canción de Attention".

## Desempeño comercial
"Paint the Town Red" rompió varios récords de streaming en Spotify, haciendo historia como la primera canción de rap femenina solista en encabezar la lista diaria Top 50 de Estados Unidos de la plataforma, y la canción de rap femenina en solitario más rápida en acumular 100 millones de reproducciones.

### América del norte
En los Estados Unidos, "Paint the Town Red" debutó en el número 15 del Billboard Hot 100 en la semana del 19 de agosto de 2023. Dos semanas después, alcanzó el número cinco, después de mover 21,1 millones de reproducciones, 5.000 descargas digitales vendidas y 22,6 millones de audiencia de transmisión esa semana, un aumento del 49, 81 y 37 por ciento con respecto a la semana anterior. La canción ganó fuerza en la aplicación de TikTok, con su banda sonora de audio en más de 618.000 videos en la plataforma. El aumento de popularidad en línea impulsó la interpretación de la canción; alcanzó el número 1 en el Hot 100 y encabezó las listas Billboard Hot R&B/Hip-Hop Songs y Hot Rap Songs durante dos semanas, así como sus listas de componentes de ventas digitales y de transmisión.

### Europa
En la semana del 25 de agosto de 2023, "Paint the Town Red" alcanzó el número cuatro en el UK Singles Chart, convirtiéndose en el cuarto top diez de Doja Cat en el Reino Unido y superando a su muestra "Walk On By", que alcanzó el número nueve. El 27 de agosto de 2023, la Official Charts Company anunció que la canción lideraba la carrera para alcanzar el número uno esa semana, con sólo 1.000 unidades separando a "Paint the Town Red" de sus competidores: "Vampire" de Olivia Rodrigo, "Cruel Summer" de Taylor Swift, "What Was I Made For?" de Billie Eilish y "(It Goes Like) Nanana" de Peggy Gou. La canción finalmente alcanzó el puesto número dos, bloqueada por "Vampire" de Rodrigo desde el primer puesto.

## Video musical
El 4 de agosto de 2023 se lanzó un vídeo musical adjunto y fue dirigido por Nina McNeely. Presenta a Doja Cat sacándose el globo ocular y luego cae al infierno. Más tarde se ve a Doja en compañía de la muerte y el diablo. Otras escenas la muestran arrojando trozos de carne ensangrentados y cabalgando sobre una criatura verde por el cielo.

## Premios y nominaciones
| Año  | Ceremonia              | Categoría          | Resultado | Ref.   |
| ---- | ---------------------- | ------------------ | --------- | ------ |
| 2023 | MTV Video Music Awards | Canción del verano | Nominada  | [ 10 ] |

## Posicionamiento en listas
| Lista (2023)                              | Mejor posición |
| ----------------------------------------- | -------------- |
| Alemania (Offizielle Deutsche Charts)     | 9              |
| Australia (ARIA)                          | 1              |
| Australia Hip Hop/R&B (ARIA)              | 1              |
| Austria (Ö3 Austria Top 40)               | 2              |
| Bélgica (Flandes) (Ultratop 50)           | 32             |
| Bélgica (Valonia) (Ultratop 50)           | 15             |
| Brasil (Brasil Hot 100)                   | 71             |
| Canadá (Canadian Hot 100)                 | 1              |
| Croacia (Croatia Songs)                   | 15             |
| República Checa (Singles Digitál Top 100) | 1              |
| Dinamarca (Tracklisten)                   | 5              |
| Finlandia (OFC)                           | 7              |
| Francia (SNEP)                            | 5              |
| Global 200 (Billboard)                    | 1              |
| Grecia (IFPI)                             | 10             |
| Hungría (Single Top 40)                   | 6              |
| Islandia (Plötutíðindi)                   | 6              |
| India (IMI)                               | 12             |
| Irlanda (IRMA)                            | 1              |
| Italia (FIMI)                             | 73             |
| Japón (Japan Hot Overseas)                | 17             |
| Letonia (LAIPA)                           | 1              |
| Lituania (AGATA)                          | 1              |
| Luxemburgo (Luxembourg Songs)             | 1              |
| MENA (IFPI)                               | 7              |
| Países Bajos (Dutch Top 40)               | 22             |
| Países Bajos (Mega Single Top 100)        | 2              |
| Nueva Zelanda (Recorded Music NZ)         | 1              |
| Noruega (VG-lista)                        | 2              |
| Polonia (Polish Streaming Top 100)        | 7              |
| Portugal (AFP)                            | 37             |
| Rumania (Romania Songs)                   | 8              |
| Singapur (RIAS)                           | 6              |
| Eslovaquia (Singles Digitál Top 100)      | 1              |
| Sudáfrica (South Africa Songs)            | 8              |
| Suecia (Sverigetopplistan)                | 4              |
| Suiza (Schweizer Hitparade)               | 1              |
| Reino Unido (UK Singles Chart)            | 1              |
| Reino Unido (UK R&B Chart)                | 1              |
| Estados Unidos (Billboard Hot 100)        | 1              |
| Estados Unidos (Hot R&B/Hip-Hop Songs)    | 1              |
| Estados Unidos (Mainstream Top 40)        | 14             |
| Estados Unidos (Rhythmic)                 | 6              |

## Historial de lanzamientos
| Región         | Fecha                | Formato(s)                  | Discográfica(s) | Ref.   |
| -------------- | -------------------- | --------------------------- | --------------- | ------ |
| Varios         | 4 de agosto de 2023  | Descarga digital, streaming | Kemosabe, RCA   | [ 54 ] |
| Estados Unidos | 8 de agosto de 2023  | Contemporary hit radio      | Kemosabe, RCA   | [ 55 ] |
| Estados Unidos | 8 de agosto de 2023  | Radio Rhythmic              | Kemosabe, RCA   | [ 56 ] |
| Estados Unidos | 8 de agosto de 2023  | Radio Urban                 | Kemosabe, RCA   | [ 57 ] |
| Italia         | 25 de agosto de 2023 | Airplay                     | Sony            | [ 58 ] |